# Miss Universo 1967
Miss Universo 1967 fue la 16.ª edición del certamen Miss Universo, y fue ganado por la ya fallecida Sylvia Hitchcock de Estados Unidos. Se realizó en el Miami Beach Auditorium en Miami Beach, Florida, Estados Unidos el 15 de julio de 1967. Cabe destacar que Miss USA Sylvia Hitchcock, le ganó a la representante de Venezuela Mariela Pérez Branger solo por un punto más después de que estas dos candidatas repitieran el desfile de traje de gala para eliminar el empate entre ambas.
Como curiosidad la representante de Israel en el certamen fue soldado en la guerra de Israel.

## Resultados
| Resultados Finales | Candidatas |
| ------------------ | --- |
| Miss Universo 1967 | - Estados Unidos - Sylvia Hitchcock † |
| 1.ª Finalista      | - Venezuela - Mariela Pérez |
| 2.ª Finalista      | - Inglaterra - Jennifer Lewis |
| 3.ª Finalista      | - Finlandia - Ritva Lehto |
| 4.ª Finalista      | - Israel - Batya Kabiri |
| Top 15             | - Brasil - Carmen De Barros - Dinamarca - Margrethe Knudsen - Grecia - Elia Kalogeraki - Holanda - Irene Van Campenhout - Hong Kong - Laura Da Costa - Irlanda - Patricia Armstrong - Italia - Paola Rossi - España - Paquita Delgado - Suecia - Eva Svensson - Gales - Denise Page |

## Premiaciones Especiales
| Premio               | Participante                              |
| -------------------- | ----------------------------------------- |
| Miss Simpatía        | - Escocia - Lena McGarvie                 |
| Miss Fotogénica      | - Grecia - Elia Kalogeraki                |
| Mejor Traje Nacional | - Brasil - Carmen Silva De Barros Ramasco |

## Panel de Jueces
- Gladys Zender, Miss Universo 1957 de Perú

## Candidatas
| - Alemania - Fee von Zitzewitz - Argentina - Amalia Yolanda Scuffi - Aruba - Ivonne Maduro - Austria - Christl Bartu - Bahamas - Elizabeth Knowles - Bélgica - Mauricette Sironval - Bermudas - Cheryl Michele Smith - Bolivia - Marcela Montoya García - Bonaire - Cristina Landwier - Brasil - Carmen Sílva De Barros Ramasco - Canadá - Donna Marie Barker - Chile - Ingrid Virginia Vila Riveros - Colombia - Elsa María Garrido Cajiao - Corea del Sur - Hong Jung-ae - Costa Rica - Rosa María Fernández - Cuba - Elina Salavarría De Mora - Curazao - Imelda Thodé - Dinamarca - Margrethe "Gitte" Rhein Knudsen - Escocia - Lena MacGarvie - España - Francisca Delgado Sánchez - Estados Unidos - Sylvia Louise Hitchcock - Filipinas - Pilar Delilah Veloso Pilapil - Finlandia - Ritva Helena Lehto - Francia - Anne Vernier - Gales - Wales - Denise Elizabeth Page - Grecia - Elia Kalogeraki - Guam - Esperanza María Álvarez - Holanda - Irene Van Campenhout | - Honduras - Denia María Alvorado Medina - Hong Kong - Laura Arminda da Costa Roque - India - Nayyara Mirza - Inglaterra - Jennifer Lynn Lewis - Irlanda - Patricia Armstrong - Islandia - Gudrun Petursdóttir - Islas Vírgenes de los Estados Unidos - Denise Elizabeth Page - Israel - Batia Kabiri - Italia - Paola Rossi - Japón - Kayoko Fujikawa - Luxemburgo - Marie-Jossee Mathgen - Malasia - Monkam Anne Lowe Siprasome - México - Valentina Vales Duarte - Noruega - Gro Goskor - Nueva Zelanda - Pamela McLeod - Panamá - Mirna Norma Castillero - Paraguay - María Eugenia Torres - Perú - Mirtha Beatriz Calvo Sommaruga † - Prefectura de Okinawa Etsuko Okuhira - Puerto Rico - Yvonne Coll Mendoza - República Dominicana - Jeannette Morena Rey García - Singapur - Bridget Ong Mei-Lee - Sudáfrica - Windley Ballenden - Suecia - Eva-Lisa Svensson - Suiza - Elsbeth Ruegger - Turquía - Ayse Yelda Gurani - Uruguay - Mayela Bertón Martínez - Venezuela - Mariela Pérez Branger |

### Descalificadas
Fueron descalificadas al llegar por contar con sólo 17 años de edad y enviadas de vuelta a sus países, Herbert Landon, Director ejecutivo del concurso, cuyo presidente en esa época era Harold Glasser, refirió que las concursantes debían tener un mínimo de 18 años y un máximo de 28 para la fecha de la final.
- Ecuador - Laura Baquero Palacios
- Tailandia - Prapussorn Panichkul